# Carmen (novella)
Carmen è una novella di Prosper Mérimée, pubblicata nel 1845, da cui è tratta l'omonima opera di Georges Bizet.

## Trama
La novella comprende quattro parti. Mérimée racconta i fatti come se gli fossero realmente accaduti durante un viaggio in Spagna nel 1830.
Parte prima - Durante il viaggio Mérimée incontra un uomo; la sua guida gli dice che l'uomo è un criminale, Don José Navarro, ma i due fanno amicizia e alloggiano nella stessa locanda. Durante la notte Mérimée avvisa Don José che la guida vuole denunciarlo e Don José scappa.
Parte seconda - A Cordova Mérimée incontra Carmen, una zingara, che gli predice la sorte. Don José li interrompe e porta via Mérimée nonostante la contrarietà di Carmen. 
Qualche mese dopo Mérimée scopre che Don José sarà giustiziato il giorno successivo. Va a fargli visita e ascolta il racconto della sua vita.
Parte terza - Il vero nome di Don José è José Lizarrabengoa; ha ucciso un uomo durante una rissa per futili motivi ed è stato costretto a scappare e a cambiare nome. Giunto a Siviglia si è unito ad un plotone di "dragoni", soldati con funzioni di polizia.
Un giorno Don José incontra Carmen, che lavora nella fabbrica di sigari che lui deve controllare. Carmen cerca di sedurlo, ma poche ore dopo Don José l'arresta per aver ferito una collega durante un litigio; Carmen però riesce a convincerlo a lasciarla libera. Come punizione per aver fatto scappare la prigioniera, Don José passa un mese in prigione.
Carmen e Don José intrattengono una breve relazione, ma poco tempo dopo lui la vede entrare in casa con il suo tenente e lo uccide; è così costretto ad unirsi alla banda di fuorilegge di cui fa parte anche Carmen.
Durante la permanenza all'interno della banda Don José scopre che Carmen è sposata e ne uccide anche il marito. Carmen però si innamora di Lucas, un giovane picador. Don José la supplica di emigrare con lui in America, ma Carmen rifiuta affermando di sapere che lui è destinato ad ucciderla, e di voler rimanere libera fino all'ultimo. 
Don José la pugnala e si costituisce.
Parte quarta - Quest'ultima parte è composta da appunti sugli usi e costumi degli zingari.

## Differenze rispetto all'opera
L'opera di Bizet è basata sulla terza parte del racconto di Mérimée, ma ne tralascia molti elementi, ad esempio la parte che riguarda il marito di Carmen. Alcuni ruoli minori sono approfonditi, soprattutto quello di Lucas, che viene ribattezzato Escamillo e promosso a matador. 
Molte delle parti femminili dell'opera non trovano riscontro nel racconto.

## Edizioni italiane
- Prosper Mérimée, Colomba-Carmen, trad. di Fabio Ara, Milano, Mondadori, 1969.
- Prosper Mérimée, Carmen - Colomba, trad. M. Cavagna, Milano, Frassinelli, 1996.